# Huevo cesta de flores
El huevo Cesta de flores  es un huevo de Pascua esmaltado enjoyado fabricado bajo la supervisión del joyero ruso Peter Carl Fabergé en 1901. El huevo Fabergé fue hecho para Nicolás II de Rusia, quien se lo regaló a su esposa, la emperatriz Alejandra Feodorovna .

## Descripción
Se desconoce si el huevo vino originalmente con una sorpresa (como la mayoría de los huevos de Pascua imperiales). No hay evidencia de que alguna vez haya tenido otra pieza adherida o con él y no se ha encontrado ningún documento o fotografía que pruebe la existencia de una sorpresa que lo acompañe. El huevo fue ejecutado por uno de los maestros de Fabergé, pero el nombre del maestro no se registró y el huevo en sí no tiene marcas del fabricante u otros sellos de su fabricación, lo que en un momento generó algunas dudas sobre su autenticidad. Está diseñado como una canasta de ostras guilloché en plata dorada en forma de huevo que contiene un ramo de flores de falso jazmín, margaritas, pensamientos, calas, acianos, dondiegos y avena, con la fecha "1901" en diamantes en el frente. El huevo se encuentra sobre un pedestal esmaltado en azul (no es el original; el esmalte blanco original probablemente se dañó durante la Revolución Rusa y se reemplazó o volvió a esmaltar con el azul actual que se ve hoy), y está coronado por un asa de canasta arqueada de oro y diamantes. La base y el huevo también están decorados con un enrejado de rombos.

## Historia

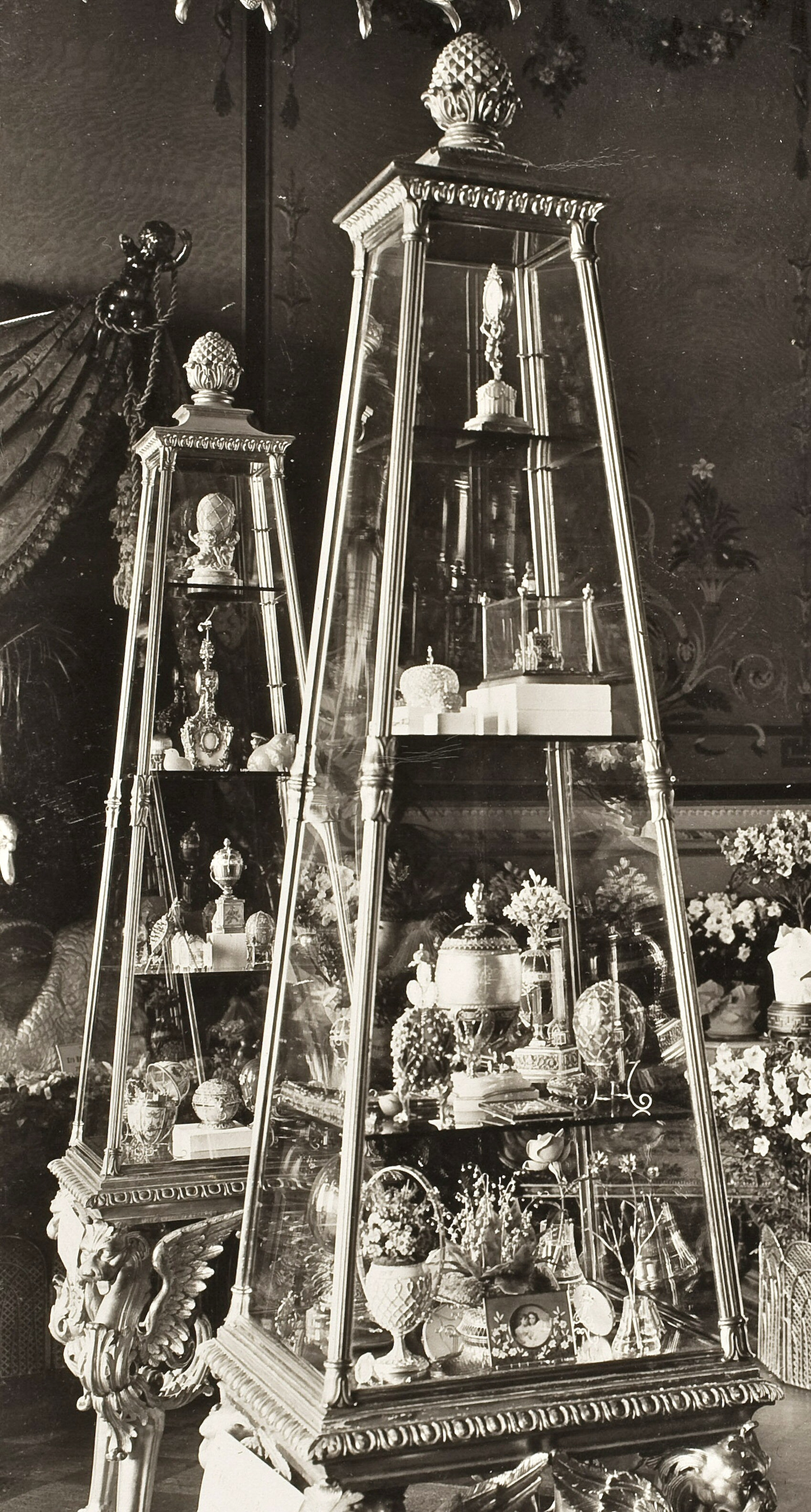
Fotografía de las vitrinas piramidales donde se mostraron los huevos y objetos Fabergé propiedad de la emperatriz viuda María, detrás, y la emperatriz Alejandra, delante, en la exposición benéfica celebrada en la mansión von Dervis en 1902. El huevo de la cesta de flores se ve abajo a la izquierda.

Aunque la existencia del huevo ha sido clara desde su fabricación, su autenticidad como huevo "imperial" (es decir, un huevo hecho en el taller de Fabergé y pensado como regalo de Pascua para la esposa del zar o su madre) estuvo en duda algún tiempo.  A partir de 1949, algunos expertos comenzaron a identificar el huevo como una creación de Fabergé no imperial; luego, en 1979, otros comenzaron a afirmar que era obra de otro joyero, un Boucheron de París que había imitado a Fabergé. En 1991, los expertos finalmente acordaron que este huevo era de hecho el regalo de Pascua de 1901 de Nicolás II de Rusia a su esposa, y fue hecho por la Casa de Fabergé para este propósito, convirtiéndolo oficialmente en un huevo imperial de Fabergé.
En 1933, el huevo fue vendido por Antikvariat (una institución soviética) probablemente a Emanuel Snowman de los anticuarios londinenses Wartski, y fue adquirido por María de Teck, y heredado por la reina Isabel II en 1953. Permanece en la Colección Real.
La factura emitida por Fabergé en 1901 especifica: "Huevo de Pascua, esmalte blanco. Cesta con ramo de flores silvestres, con 4176 diamantes talla rosa y 10 perlas". Durante años se creyó que la pieza no tenía perlas y que podrían estar relacionadas con una posible sorpresa. En 2019, a pedido de un entusiasta de Fabergé, un examen del objeto por parte del personal de Royal Collection Trust demostró que el huevo originalmente tenía las diez perlas mencionadas en la factura.